# Natação no Campeonato Europeu de Esportes Aquáticos de 2022 - 50 m peito feminino
A prova dos 50 metros nado peito feminino da natação no Campeonato Europeu de Esportes Aquáticos de 2022 ocorreu nos dias 16 e 17 de agosto no Foro Italico, em Roma na Itália. 

## Calendário
| Fase          | Data         | Hora  |
| ------------- | ------------ | ----- |
| Eliminatórias | 16 de agosto | 09:45 |
| Semifinal     | 16 de agosto | 18:31 |
| Final         | 17 de agosto | 18:05 |

Todos os horários estão no horário local (UTC+1)

## Recordes
Antes desta competição, os recordes eram os seguintes:
|                       | Nadadora         | Tempo | Local     | Data               |
| --------------------- | ---------------- | ----- | --------- | ------------------ |
| Recorde mundial       | Benedetta Pilato | 29.30 | Budapeste | 22 de maio de 2021 |
| Recorde europeu       | Benedetta Pilato | 29.30 | Budapeste | 22 de maio de 2021 |
| Recorde do campeonato | Benedetta Pilato | 29.30 | Budapeste | 22 de maio de 2021 |

## Medalhistas
| Ouro                 | Prata                  | Bronze             |
| Rūta Meilutytė (LTU) | Benedetta Pilato (ITA) | Imogen Clark (GBR) |

## Resultados

### Eliminatórias
Esses foram os resultados das eliminatórias.
| Pos. | Bateria | Raia | Nadadora             | Nacionalidade | Tempo | Notas |
| ---- | ------- | ---- | -------------------- | ------------- | ----- | ----- |
| 1    | 2       | 4    | Arianna Castiglioni  | Itália        | 29.91 | Q     |
| 2    | 4       | 4    | Benedetta Pilato     | Itália        | 29.93 | Q     |
| 3    | 3       | 4    | Rūta Meilutytė       | Lituânia      | 30.12 | Q     |
| 4    | 4       | 5    | Imogen Clark         | Reino Unido   | 30.18 | Q     |
| 5    | 3       | 3    | Veera Kivirinta      | Finlândia     | 30.34 | Q     |
| 6    | 2       | 3    | Lisa Angiolini       | Itália        | 30.62 |       |
| 7    | 3       | 5    | Sophie Hansson       | Suécia        | 30.80 | Q     |
| 8    | 2       | 5    | Martina Carraro      | Itália        | 30.90 |       |
| 9    | 4       | 3    | Florine Gaspard      | Bélgica       | 30.94 | Q     |
| 10   | 2       | 6    | Ana Rodrigues        | Portugal      | 31.04 | Q,    |
| 10   | 4       | 6    | Kotryna Teterevkova  | Lituânia      | 31.04 | Q     |
| 12   | 2       | 2    | Louise Palmans       | Países Baixos | 31.37 | Q     |
| 13   | 3       | 1    | Mona McSharry        | Irlanda       | 31.41 | Q     |
| 14   | 4       | 2    | Klara Thormalm       | Suécia        | 31.43 | Q     |
| 15   | 3       | 2    | Kara Hanlon          | Reino Unido   | 31.60 | Q     |
| 16   | 4       | 7    | Lisa Mamié           | Suíça         | 31.72 | Q     |
| 17   | 2       | 7    | Dominika Sztandera   | Polónia       | 31.74 | Q     |
| 18   | 3       | 6    | Maria Drasidou       | Grécia        | 31.77 | Q     |
| 19   | 3       | 0    | Andrea Podmaníková   | Eslováquia    | 31.86 |       |
| 20   | 3       | 8    | Laura Lahtinen       | Finlândia     | 31.93 |       |
| 21   | 4       | 9    | Maria Romanjuk       | Estónia       | 31.94 |       |
| 22   | 3       | 7    | Jessica Vall         | Espanha       | 32.07 |       |
| 23   | 4       | 8    | Kamila Isayeva       | Ucrânia       | 32.08 |       |
| 24   | 2       | 8    | Meri Mataja          | Croácia       | 32.22 |       |
| 25   | 2       | 1    | Nele Schulze         | Alemanha      | 32.28 |       |
| 26   | 2       | 0    | Cecilia Viberg       | Suécia        | 32.30 |       |
| 27   | 4       | 0    | Julia Månsson        | Suécia        | 32.54 |       |
| 28   | 1       | 5    | Nina Stanisavljević  | Sérvia        | 32.79 |       |
| 29   | 4       | 1    | Jenna Laukkanen      | Finlândia     | 32.82 |       |
| 30   | 1       | 3    | Eleni Kontogeorgou   | Grécia        | 33.22 |       |
| 31   | 1       | 4    | Martta Ruuska        | Finlândia     | 33.54 |       |
| 32   | 1       | 7    | Varsenik Manucharyan | Armênia       | 34.23 |       |
| 33   | 1       | 2    | Amy Micallef         | Malta         | 35.55 |       |
| 34   | 1       | 6    | Defne Coşkun         | Turquia       | DNS   | DNS   |
| 34   | 2       | 9    | Thea Blomsterberg    | Dinamarca     | DNS   | DNS   |
| 34   | 3       | 9    | Niamh Coyne          | Irlanda       | DNS   | DNS   |

### Semifinal
Esses foram os resultados das semifinais. 
| Pos. | Bateria | Raia | Nadadora            | Nacionalidade | Tempo | Notas |
| ---- | ------- | ---- | ------------------- | ------------- | ----- | ----- |
| 1    | 2       | 5    | Rūta Meilutytė      | Lituânia      | 29.44 | Q,    |
| 2    | 1       | 4    | Benedetta Pilato    | Itália        | 29.85 | Q     |
| 3    | 1       | 5    | Imogen Clark        | Reino Unido   | 30.10 | Q     |
| 4    | 2       | 4    | Arianna Castiglioni | Itália        | 30.27 | Q     |
| 5    | 2       | 3    | Veera Kivirinta     | Finlândia     | 30.77 | q     |
| 6    | 2       | 6    | Florine Gaspard     | Bélgica       | 30.86 | q     |
| 7    | 2       | 7    | Mona McSharry       | Irlanda       | 30.90 | q     |
| 8    | 1       | 3    | Sophie Hansson      | Suécia        | 31.05 | q     |
| 9    | 1       | 6    | Kotryna Teterevkova | Lituânia      | 31.07 |       |
| 10   | 2       | 1    | Kara Hanlon         | Reino Unido   | 31.32 |       |
| 11   | 2       | 2    | Ana Rodrigues       | Portugal      | 31.33 |       |
| 12   | 2       | 8    | Dominika Sztandera  | Polónia       | 31.35 |       |
| 13   | 1       | 7    | Klara Thormalm      | Suécia        | 31.38 |       |
| 14   | 1       | 8    | Maria Drasidou      | Grécia        | 31.57 |       |
| 15   | 1       | 2    | Louise Palmans      | Países Baixos | 31.62 |       |
| 16   | 1       | 1    | Lisa Mamié          | Suíça         | 31.69 |       |

### Final
Esse foi o resultado da final. 
| Pos.              | Raia | Nadadora            | Nacionalidade | Tempo | Notas |
| ----------------- | ---- | ------------------- | ------------- | ----- | ----- |
| Medalha de ouro   | 4    | Rūta Meilutytė      | Lituânia      | 29.59 |       |
| Medalha de prata  | 5    | Benedetta Pilato    | Itália        | 29.71 |       |
| Medalha de bronze | 3    | Imogen Clark        | Reino Unido   | 30.31 |       |
| 4                 | 6    | Arianna Castiglioni | Itália        | 30.43 |       |
| 5                 | 2    | Veera Kivirinta     | Finlândia     | 30.86 |       |
| 6                 | 8    | Sophie Hansson      | Suécia        | 31.02 |       |
| 7                 | 1    | Mona McSharry       | Irlanda       | 31.15 |       |
| 8                 | 7    | Florine Gaspard     | Bélgica       | 31.46 |       |

Legenda
| Recorde mundial       | Recorde mundial (World record)               |                       | Recorde africano                      | Recorde africano (African) |                                           | Q | Classificado por posição (Qualified) |
| Recorde do campeonato | Recorde do campeonato (Championship record)  | Recorde da América    | Recorde da América (Americas)         | q                          | Classificado por melhor tempo (Qualified) |   |                                      |
| Melhor marca do ano   | Melhor marca do ano (World leading)          | Recorde asiático      | Recorde asiático (Asian)              | DNS                        | Não largou (Did not start)                |   |                                      |
| Recorde nacional      | Recorde nacional (National record)           | Recorde europeu       | Recorde europeu (European)            | DNF                        | Não terminou (Did not finish)             |   |                                      |
| Recorde pessoal       | Recorde pessoal do atleta (Personal best)    | Recorde da Oceania    | Recorde da Oceania (Oceania)          | DSQ / DQ                   | Desclassificado (Disqualified)            |   |                                      |
| Recorde da temporada  | Recorde da temporada do atleta (Season best) | Recorde sul-americano | Recorde sul-americano (South America) | NM                         | Sem marca (No mark)                       |   |                                      |